# Musée d'Art et d'Histoire de Genève
Pour les articles homonymes, voir Musée d'Art et d'Histoire.

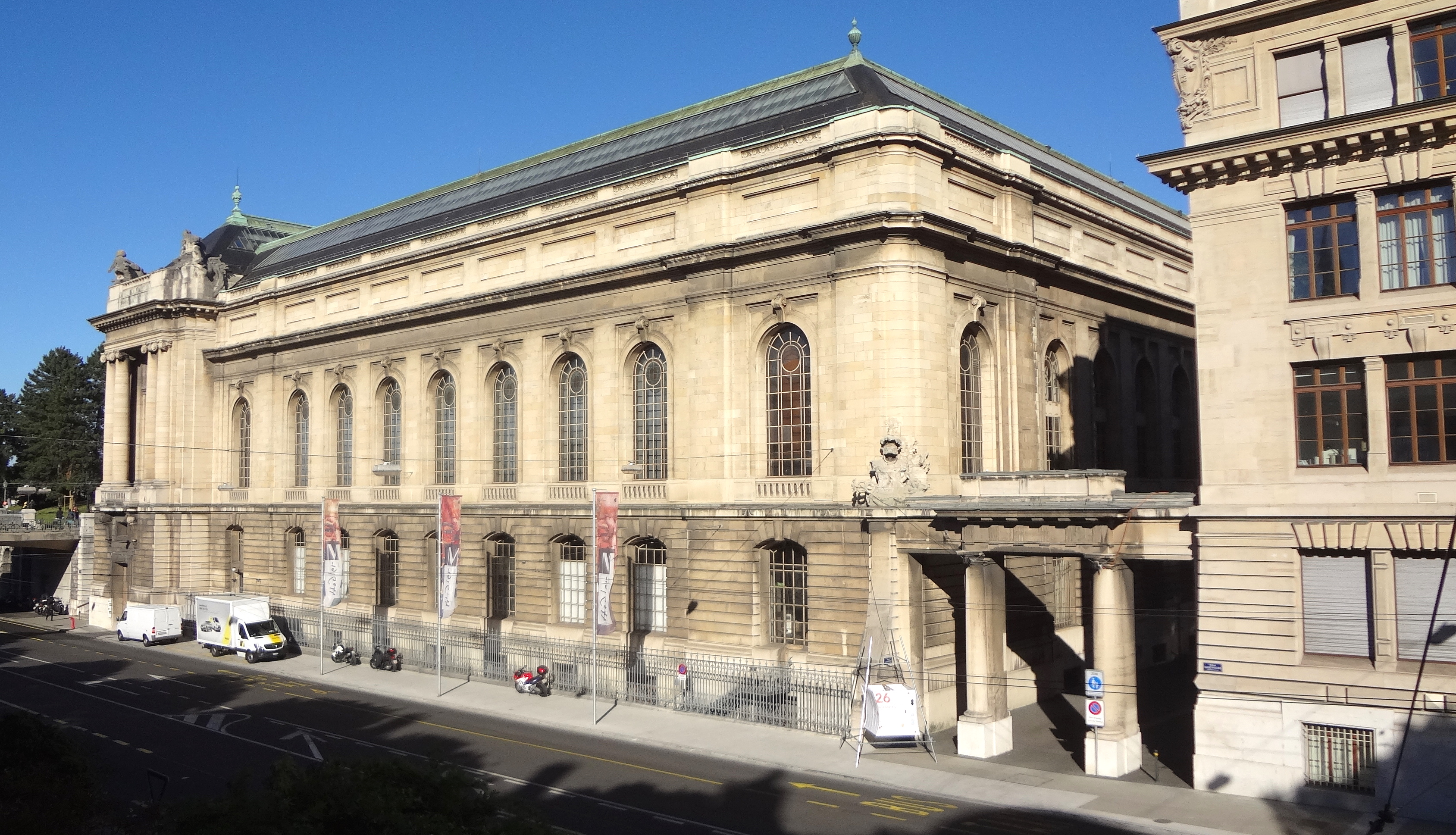
Façade nord-ouest du musée d'Art et d'Histoire.

Le musée d'Art et d'Histoire de Genève (MAH) est un musée situé à Genève, en Suisse. Conçu en 1910 comme "le Grand
Musée" ou "Musée central" (sa dénomination avant son inauguration), destiné à réunir plusieurs fonds régionaux et des dons de collectionneurs, de fondations et de citoyens, le musée est riche d’œuvres majeures et de séries uniques qui en font une institution de référence.
Peintures, sculptures, estampes, objets historiques et archéologiques, autant de témoignages qui dévoilent la multiplicité des aspects liés à l’évolution de l’art et de la vie quotidienne sur plusieurs millénaires. Le MAH possède également une riche bibliothèque d’art et d’archéologie, mise à la disposition du public. Plus grande bibliothèque d’art en Suisse, elle contient une grande variété d’ouvrages en lien avec toutes les activités du musée.
C'est le septième musée le plus visité de Suisse romande.

## Collections
Le musée d'Art et d'Histoire de Genève rassemble des collections archéologiques, d’arts appliqués et de beaux-arts.
Le musée abrite l’une des principales collections de beaux-arts du pays, initiée en 1805 et précédemment exposée au musée Rath depuis 1826. Il doit cette position à de généreuses donations et à des acquisitions visant à consolider des séries déjà en sa possession. Outre l’important fonds lié à l’identité régionale, les ensembles constitués au fil du temps témoignent de l’art ancien, moderne et contemporain.

### Écoles et ensembles monographiques
Avec des accents particuliers portés sur les écoles genevoise, française XVIIe, XVIIIe, XIXe), italienne (XVIe, XVIIIe) ou hollandaise et flamande (XVIe, XVIIe), le musée offre la possibilité d’embrasser du regard plusieurs moments clés de la peinture occidentale. Le maniérisme ou l’impressionnisme sont également bien représentés, à l’instar d’artistes qui ont marqué l’histoire de leur empreinte. Parmi ceux-ci, Konrad Witz, Véronèse, Avercamp, Rubens, Pissarro, Monet, Cézanne, Bonnard, Vlaminck, Giambattista Pittoni, Picasso, Braque ou encore Giacometti et Bram van Velde. À leurs côtés viennent prendre place des ensembles monographiques uniques où l’on retrouve des œuvres signées Liotard, Calame, Corot, Hodler et Vallotton, ou encore de la peintre suisse Louise Catherine Breslau (Portrait des amies, 1881). Les artistes suisses contemporains, tels Markus Raetz, Olivier Mosset et John M Armleder, sont également à admirer.

### Dessins, pastels et art imprimé
La collection d’œuvres sur papier compte parmi les plus importantes d’Europe, rassemblant aujourd’hui quelque 27 000 dessins et pastels ainsi que 350 000 estampes. Elle présente une vue d’ensemble de l’histoire de l’estampe dès le XVe et du dessin dès le XVIIIe siècle à Genève. Parmi les fonds conservés figurent la plus grande collection mondiale d’œuvres de Jean-Étienne Liotard, de dessins de Ferdinand Hodler, mais aussi un ensemble de références d’estampes de Rodolphe Piguet, Félix Vallotton, John M. Armleder, Georg Baselitz ou encore de Hans Hartung. L’estampe vénitienne du XVIIIe siècle ainsi que les avant-gardes russe et hongroise sont également bien représentées.

### Archéologie

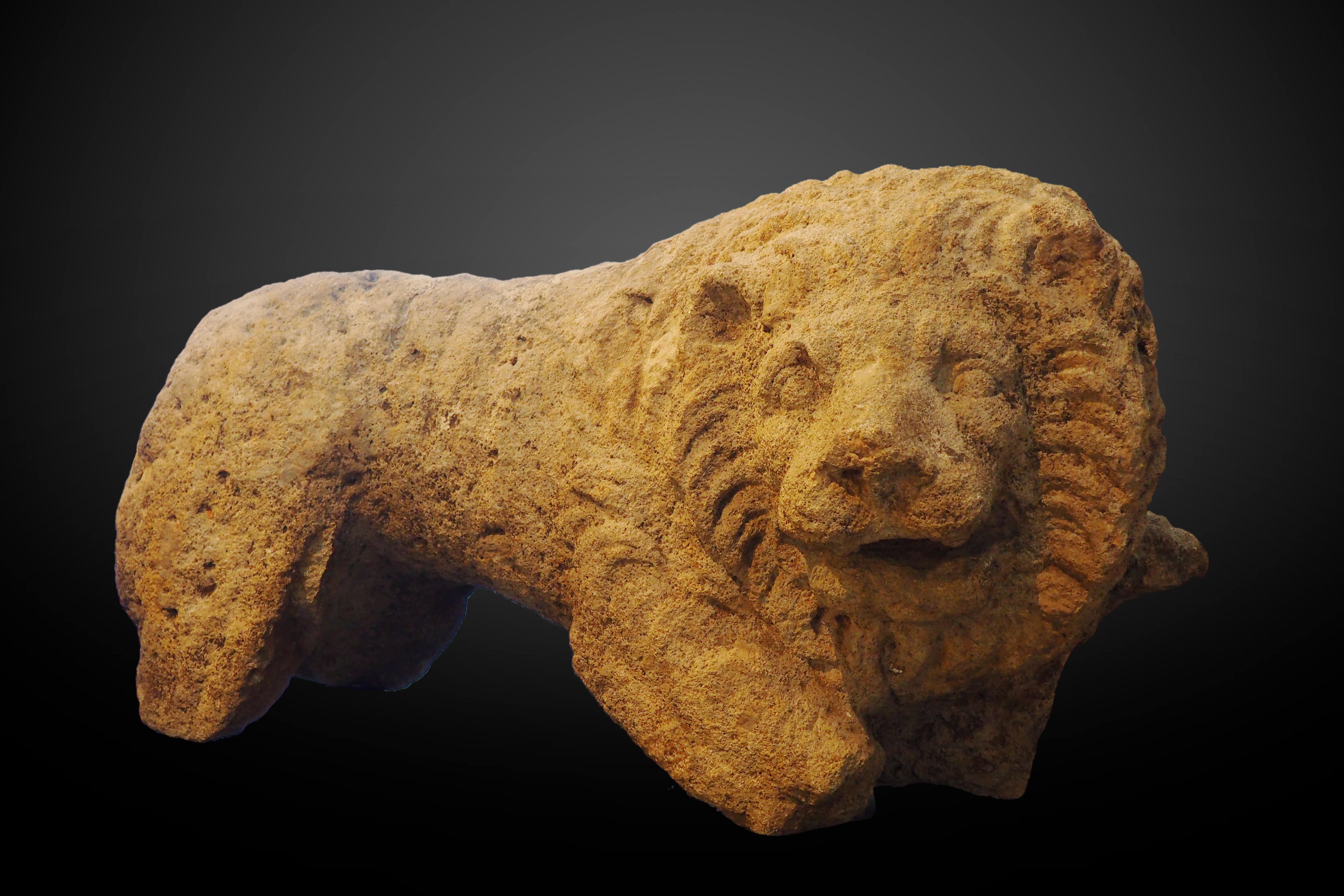
Lion monumental, Vulci.

Les collections archéologiques du MAH placent aujourd’hui l’institution au premier rang suisse en ce qui concerne l’Antiquité classique. Si le musée possède un fonds d’une aussi grande qualité, il le doit en grande partie à la générosité et à la curiosité des Genevois qui, dès le milieu du XVIe siècle, commencent à recueillir les témoignages des cultures anciennes. Statues, sarcophages, reliefs, inscriptions, céramiques, objets de la vie courante, monnaies : cet ensemble dessine, sur plusieurs millénaires, un itinéraire à travers la Préhistoire et l’Antiquité.
À titre d’exemple, en 1535, le musée déjà se constitue officiellement à Genève une collection de pièces de monnaie antiques. Aujourd’hui, fort de 100 000 monnaies et médailles, le cabinet de numismatique est le plus grand de Suisse.

Objets étrusques
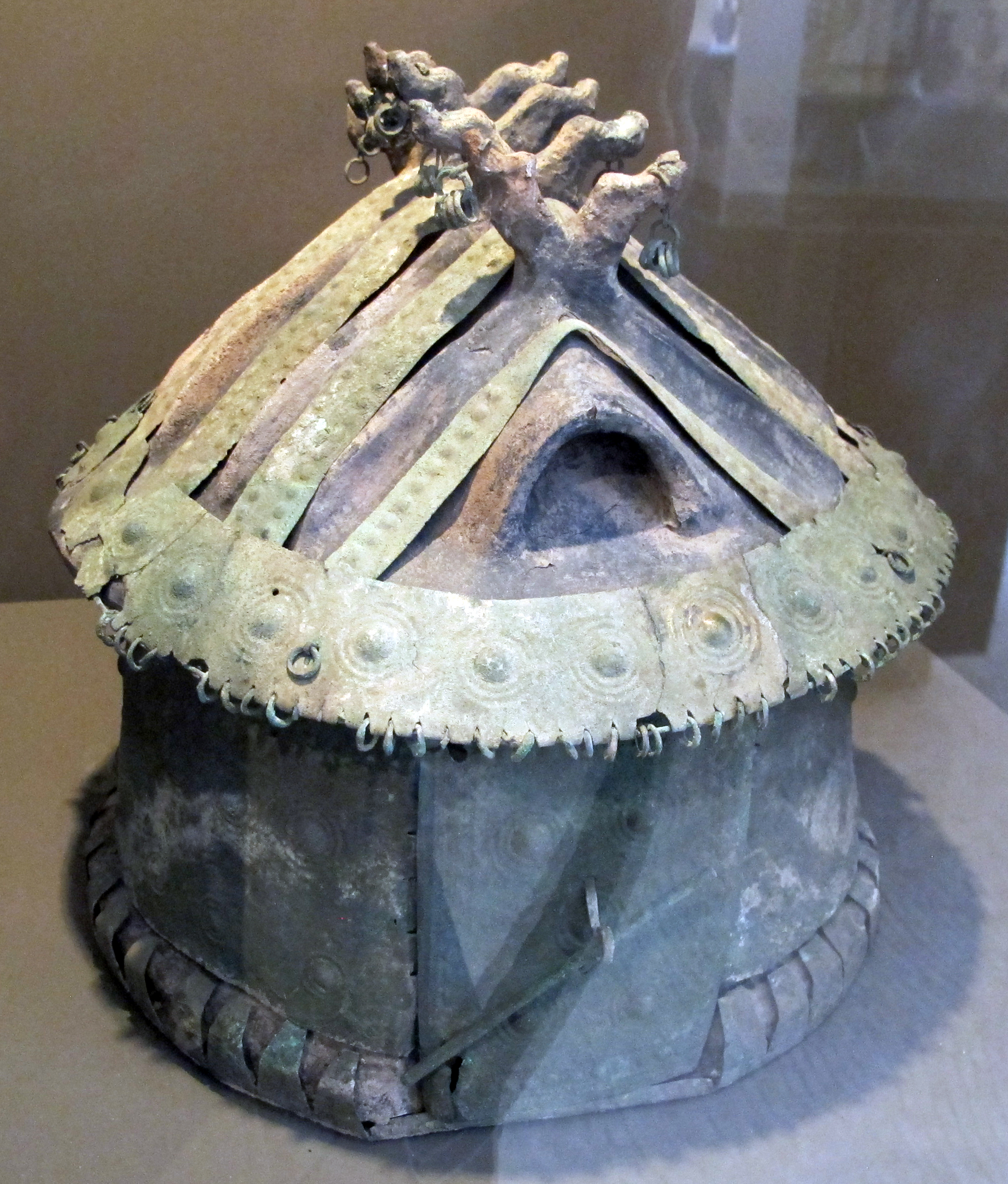
Vulci, urne cinéraire en forme d'habitation, VIIIe s. av. J.-C.
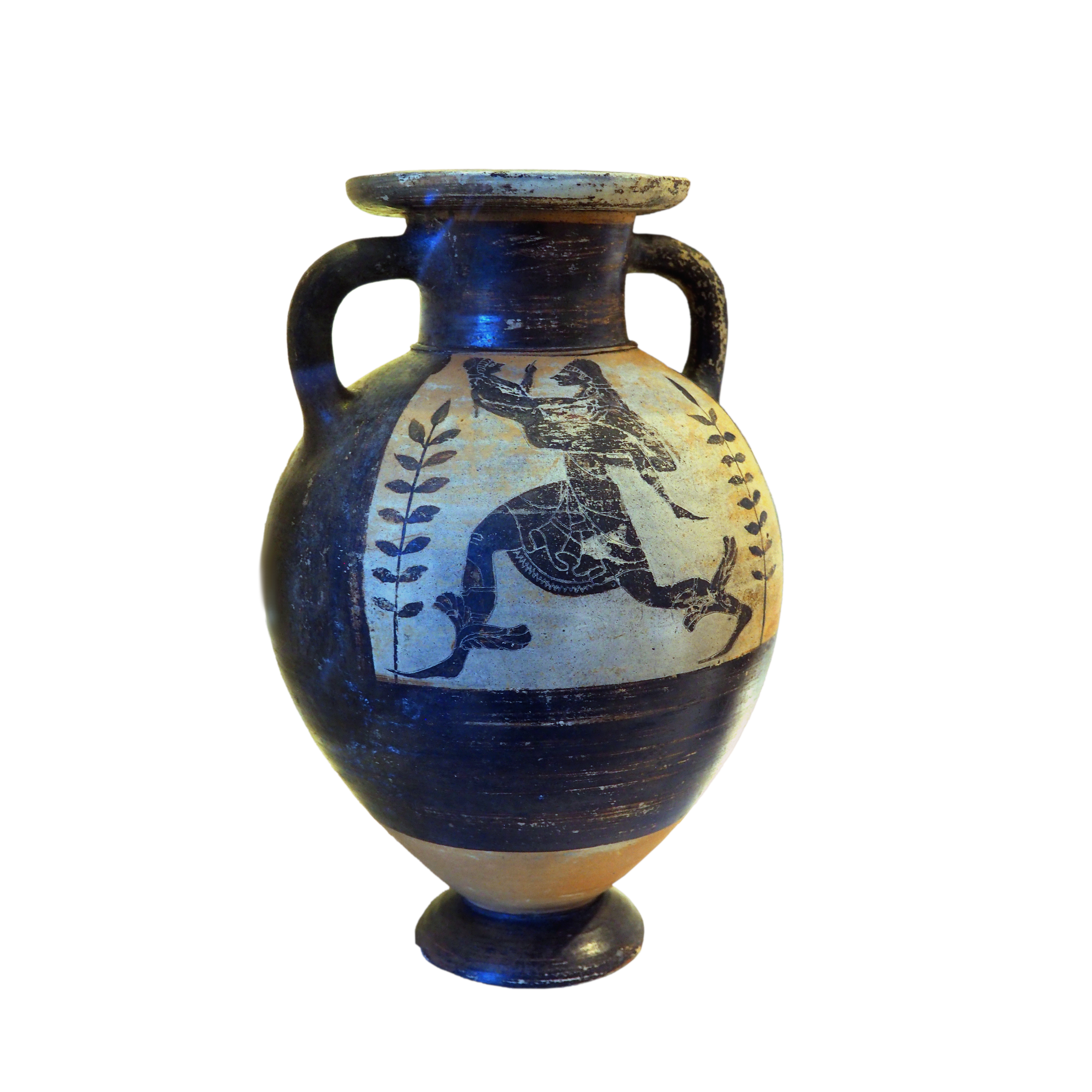
Enlèvement de Tithon par Éôs, VIe s. av. J.-C.
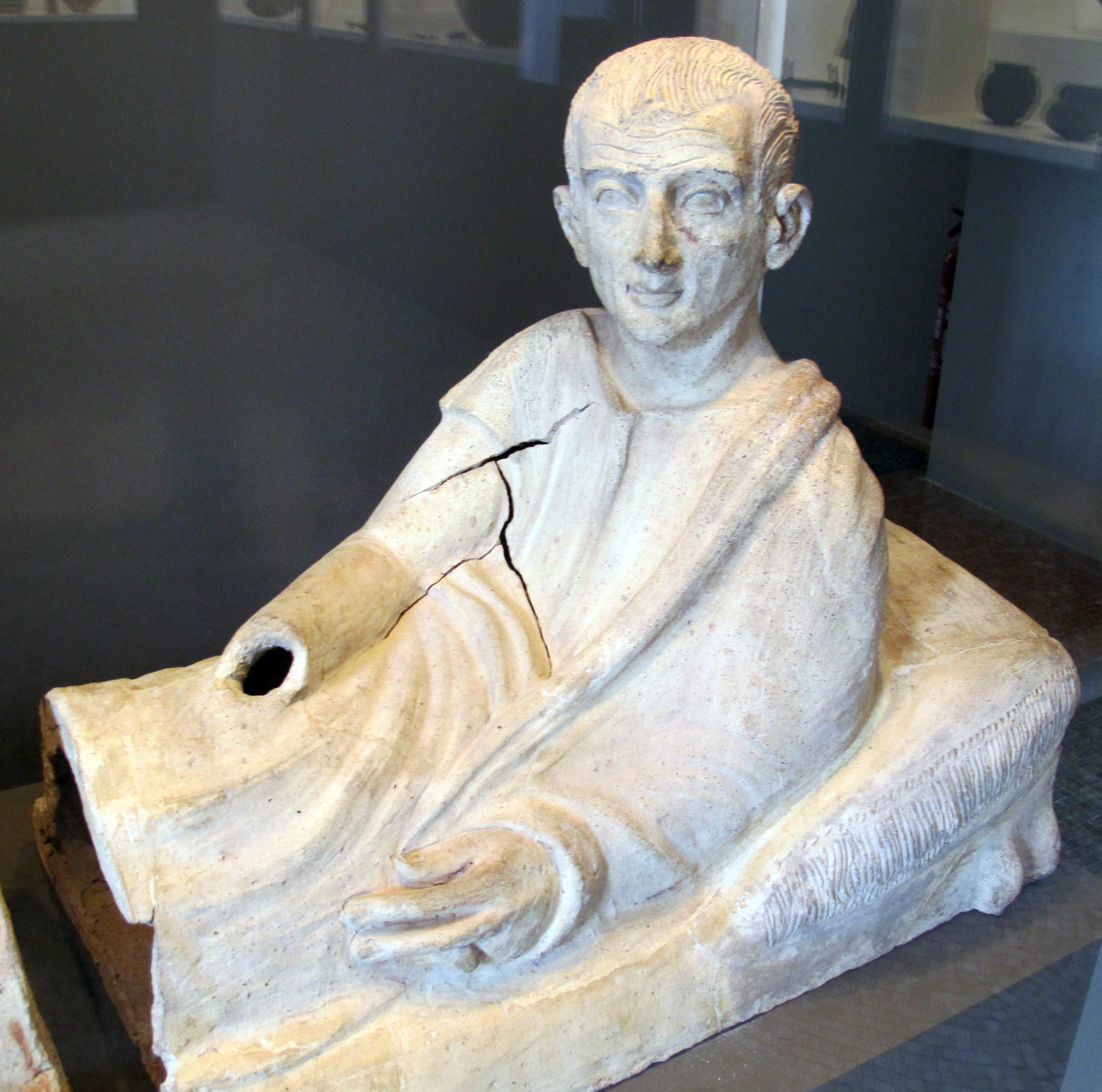
Cerveteri, couvercle de sarcophage avec portrait du défunt, vers 100 av. J.-C.

### Arts appliqués
Les collections d’arts appliqués permettent d’appréhender des métiers, des évolutions techniques et des activités humaines à travers le temps, notamment ceux qui sont liés à la région de Genève et à ses industries. Les fonds couvrent les champs de l’orfèvrerie, de l’argenterie et de la dinanderie, des instruments de musique anciens, du textile — tapisseries, dentelles et costumes — ainsi que du mobilier. La salle des Armures, reflet de l’épisode de l'Escalade pendant lequel la cité résista à l’assaut des troupes du duc de Savoie en 1602, révèle de magnifiques armes datant des XVe, XVIe et XVIIe siècles.
Les collections d’horlogerie, de bijouterie, de miniatures et d’émaillerie issues du musée de l’Horlogerie aujourd’hui fermé et la collection témoignant du monde chrétien d’Orient constituent d’autres points forts du musée.

### Collections en ligne
Le musée d'aArt et d'Histoire met progressivement en ligne ses collections. Lancée en 2010, la base comportait déjà près de dix mille objets. Enrichie quotidiennement, elle a pour objectif principal de rendre accessible à la connaissance des internautes, chercheurs, enseignants, amateurs d’art et d’histoire, l’ensemble des œuvres du musée, y compris celles qui ne sont pas exposées. Une version smartphone est également disponible.

## Historique
Dans l’air dès les années 1870 — un premier concours sans lauréat est lancé en 1886 — et réactivée par l’Exposition nationale de 1896, l’idée de réunir les collections d’art et d’histoire dans un même édifice est à l’origine du musée de la rue Charles-Galland. Créée en 1897, la Société auxiliaire du musée est la cheville ouvrière du projet.
Pour cette société, le bâtiment doit mettre en valeur les collections existantes, satisfaire l’appétit de connaissances, favoriser la création artisanale et industrielle, restaurer le goût, inculquer le sentiment national et, par l’évocation du passé, susciter la fierté d’être genevois.
Le 8 septembre 1900, le Conseil administratif ouvre le deuxième « concours pour la construction d’un Musée central ». Des 43 projets reçus, le jury en retiendra cinq pour le second tour. C’est Marc Camoletti (1857-1940), avec son projet Casque 1602, qui l’emporte. Il est financé en grande partie par le généreux legs de Charles Galland (1816-1901) à la Ville de Genève.
Le 18 avril 1902, un crédit de trois millions de francs est voté en séance du conseil municipal. Le 17 septembre 1904, la cérémonie de la pose de la première pierre peut avoir lieu. En juin 1907, le gros œuvre est entièrement achevé et, le 3 décembre 1909, l’architecte remet le bâtiment à la Ville. Il est inauguré le 15 octobre 1910.

Vue générale du musée qui vient d'être construit, 1911

## Bâtiment
L’architecture du musée d'Art et d'Histoire est à la fois internationale et contextuelle : elle s’inspire des grands modèles étrangers tout en tenant compte de l’environnement bâti alentour. Bordé de deux boulevards inférieurs, l’édifice de Camoletti est constitué d’un vaste quadrilatère établi autour d’une cour carrée.
C'est naturellement sur la façade de la rue Charles-Galland que se concentre le faste architectural : colonnes engagées, pilastres géminés et autres colonnes jumelles engendrent un jeu d’ombres caractéristique de l’architecture baroque. Aussi néo-baroque soit-il, l’édifice de Camoletti est surtout représentatif du style Beaux-Arts dont ses plus illustres représentants sont, à Paris, le Grand Palais et le Petit Palais, construits entre 1895 et 1900 pour l’Exposition universelle. Le monument est inscrit à l'Inventaire Suisse des biens culturels d'importance nationale (Objets A) pour le canton de Genève.
Des sculptures de Paul Amlehn ornent son fronton et les angles de la façade principale. Au centre, une allégorie des arts montre La Renommée soufflant dans sa trompette au-dessus des personnifications de la peinture, de la sculpture, du dessin et de l'architecture. À gauche, on peut voir une allégorie de l'archéologie avec des enfants soulevant le voile qui recouvre un buste antique et un enfant allumant le flambeau du savoir. À droite, une allégorie des arts appliqués montre des enfants travaillant à la confection d'un vase et jouant de l'orgue. Par ailleurs, des inscriptions rappellent le nom d'artistes genevois célèbres : Jean Dassier, Antoine Bovy, Jean-Pierre Saint-Ours, Jacques-Laurent Agasse, Rodolphe Töpffer, Jean-Étienne Liotard, Alexandre Calame, François Diday, Barthélemy Menn, Jean Petitot, Jacques-Antoine Arlaud et James Pradier.
Le nom de l’édifice, les figures allégoriques, la sélection des meilleurs artistes du passé sont bien plus que des détails : accompagnant l’architecture, ils participent du sens que l’on veut lui donner.

## Restauration et agrandissement
Inchangé depuis son inauguration en 1910, le musée d'Art et d'Histoire doit aujourd’hui être rénové et agrandi. Le bâtiment a en effet vieilli et, face à l’agrandissement des collections, les espaces d’exposition sont insuffisants.
À la suite d’un appel d'offres lancé en 1998, ce sont les Ateliers Jean Nouvel (Paris) associés à Architectures Jucker et DVK Architectes (Genève) qui sont chargés du projet de rénovation et d’agrandissement.
Un premier projet, devisé à 127 millions de francs avec des coûts assumés à parts égales par la Ville de Genève et des partenaires privés – la Fondation Gandur pour l’Art et la Fondation pour l’agrandissement du musée d'Art et d'Histoire, est combattu par l'Association Patrimoine suisse notamment. Le 28 février 2016, à la suite d'un référendum, les citoyens de la Ville de Genève refusent à 54,34% des voix ce projet de rénovation et d'agrandissement.
Dès le refus populaire, Sami Kanaan, Conseiller administratif de la Ville de Genève chargé de la culture, décide de reprendre le processus de restauration et agrandissement, en mettant en place une commission d'expertise large, afin de proposer un projet culturel pour le futur du musée. Celle-ci est présidée par Jacques Hainard et Roger Mayou, et elle comprend notamment le président-directeur du musée du Louvre, Jean-Luc Martinez. En 2018 et après de nombreuses consultations, locales et internationales, elle propose un rapport basé sur le concept de "Un projet, une équipe, une collection". S'ensuit un important travail de programmation architecturale et de consultations, pour parvenir à proposer en décembre 2022, un crédit d'étude au Conseil municipal de la Ville de Genève.
En juin 2019, Marc-Olivier Wahler est nommé directeur du Musée d'Art et d'Histoire de Genève (MAH). Sa mission principale est de guider le MAH à travers un processus de restauration et d’agrandissement. Sous sa direction, le MAH s'engage à explorer les potentialités du musée, à créer des liens entre les visiteurs et à mettre en valeur les diverses expressions de l'esprit créatif à travers les collections, les lieux et les époques.
Le projet de rénovation et d’agrandissement, intitulé "MAH de demain", vise à transformer le musée en un pôle culturel et scientifique dynamique pour Genève et sa région. Il aspire également à devenir un laboratoire de renommée internationale, contribuant à l'évolution des musées au XXIe siècle.
Le "MAH de demain" sera conçu pour offrir de nouvelles expériences à chaque visite, adoptant le concept de Musée multifréquences © créé par Mar-Olivier Wahler. Ce concept s'adresse à différents types de publics avec diverses motivations de visite. Les espaces du musée sont conçus pour encourager diverses modalités de présence et interactions avec les œuvres. Certains espaces sont dédiés à la contemplation, tandis que d'autres favorisent des expériences collectives (salons de lecture, espaces de méditation, salle de co-working etc.).
Le 17 janvier 2023, le Conseil administratif propose au Conseil municipal, l'ouverture d’un crédit d’étude et de concours d’un montant de CHF 19'900'000.-. Ce crédit est destiné à couvrir les frais d'organisation du concours international d'architecture, les honoraires des architectes lauréats, ainsi qu'à financer les nombreuses études techniques rendues nécessaires par le projet. Le crédit d'étude est approuvé par le Conseil Municipal en septembre 2023.
En mars 2024 le concours d’architecture est lancé. Cette compétition est ouverte à une échelle internationale et sera conduite en 2 tours anonymes. Elle aboutira à la désignation d'un lauréat au printemps 2025.

### Archives
- Fonds : Musée d'art et d'histoire (MAH) (dès 1779) [Documents textuels, documents audiovisuels, photographies ; 90,16 ml.].  Cote : CH-001140-3 340. Genève : Archives de la ville de Genève (présentation en ligne).